# بطولة إفريقيا للشطرنج

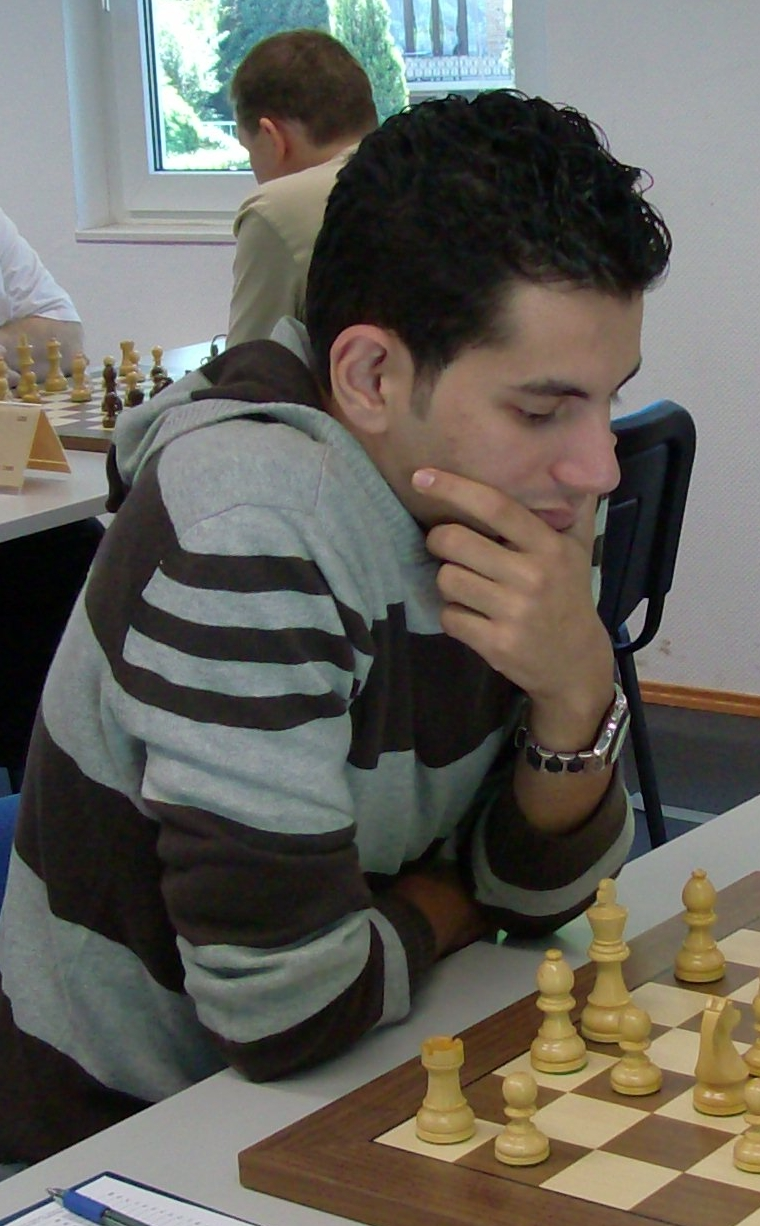

أول بطولة أفريقيا للشطرنج، (بالإنجليزية: African Chess Championship)‏، كانت في عام 1998. تقاسم كل من إبراهيم حسن لبيب، ومحمد تيسير المركز الأول، بنتيجة (7/10)، لكن الأول حصل على اللقب.
كانت بطولة 2007، هي تصفيات الاتحاد الدولي للشطرنج Zone 4 لكأس العالم للشطرنج 2007 ، المرحلة التالية في بطولة العالم 2010.
تأهل ستة لاعبين لكأس العالم 2007: روبرت جوازي (زيمبابوي)، بيدرو أديريتو (أنجولا)، عصام الجندي (مصر)، المدير العام باسم أمين (مصر)، المدير العام أحمد عدلي (مصر)، وخالد عبد الرازق. (مصر).

## الفائزون
| السنة | المدينة      | الفائز بن الذكور         | الفائزة بن الإناث         |
| ----- | ------------ | ------------------------ | ------------------------- |
| 1998  | القاهرة      | إبراهيم حسن لبيب - مصر   | ??                        |
| 2001  | القاهرة      | هشام الحمدوشي المغرب     | أسماء الحولي الجزائر      |
| 2003  | أبوجا        | عصام الجندي مصر          | فريدة عروش الجزائر        |
| 2005  | لوساكا       | أحمد عدلي مصر            | تودوديتسو صابوري بوتسوانا |
| 2007  | ويندهوك      | روبرت غوازي زيمبابوي     | منى خالد مصر              |
| 2009  | طرابلس       | باسم أمين مصر            | ميليسا غريف جنوب إفريقيا  |
| 2011  | مابوتو       | أحمد عدلي مصر            | منى خالد مصر              |
| 2012  | أنتاناناريفو | ألان رنايفوهريزوا مدغشقر | فانيا فلهيته موزمبيق      |